# Senonnes
Ne doit pas être confondu avec Senones.
Senonnes est une commune française, située dans le département de la Mayenne en région Pays de la Loire, peuplée de 376 habitants.
La commune fait partie de la province historique de l'Anjou (Haut-Anjou).

## Géographie
La commune est située dans le sud-Mayenne.

### Climat
Pour des articles plus généraux, voir Climat des Pays de la Loire et Climat de la Mayenne.
En 2010, le climat de la commune est de type climat océanique altéré, selon une étude du CNRS s'appuyant sur une série de données couvrant la période 1971-2000. En 2020, Météo-France publie une typologie des climats de la France métropolitaine dans laquelle la commune est exposée à un climat océanique et est dans la région climatique  Bretagne orientale et méridionale, Pays nantais, Vendée, caractérisée par une faible pluviométrie en été et une bonne insolation. 
Pour la période 1971-2000, la température annuelle moyenne est de 11,5 °C, avec une amplitude thermique annuelle de 13,6 °C. Le cumul annuel moyen de précipitations est de 730 mm, avec 13,1 jours de précipitations en janvier et 7,1 jours en juillet. Pour la période 1991-2020, la température moyenne annuelle observée sur la station météorologique de Météo-France la plus proche, « Pouancé_sapc », sur la commune d'Ombrée d'Anjou à 7 km à vol d'oiseau, est de 12,4 °C et le cumul annuel moyen de précipitations est de 724,2 mm,. Pour l'avenir, les paramètres climatiques de la commune estimés pour 2050 selon différents scénarios d'émission de gaz à effet de serre sont consultables sur un site dédié publié par Météo-France en novembre 2022.

## Urbanisme

### Typologie
Au 1er janvier 2024, Senonnes est catégorisée commune rurale à habitat dispersé, selon la nouvelle grille communale de densité à sept niveaux définie par l'Insee en 2022.
Elle est située hors unité urbaine et hors attraction des villes,.

### Occupation des sols
L'occupation des sols de la commune, telle qu'elle ressort de la base de données européenne d’occupation biophysique des sols Corine Land Cover (CLC), est marquée par l'importance des territoires agricoles (96,3 % en 2018), une proportion sensiblement équivalente à celle de 1990 (96,9 %). La répartition détaillée en 2018 est la suivante : 
terres arables (50,1 %), zones agricoles hétérogènes (32,3 %), prairies (13,9 %), zones urbanisées (2,8 %), espaces verts artificialisés, non agricoles (0,9 %). L'évolution de l’occupation des sols de la commune et de ses infrastructures peut être observée sur les différentes représentations cartographiques du territoire : la carte de Cassini (XVIIIe siècle), la carte d'état-major (1820-1866) et les cartes ou photos aériennes de l'IGN pour la période actuelle (1950 à aujourd'hui).

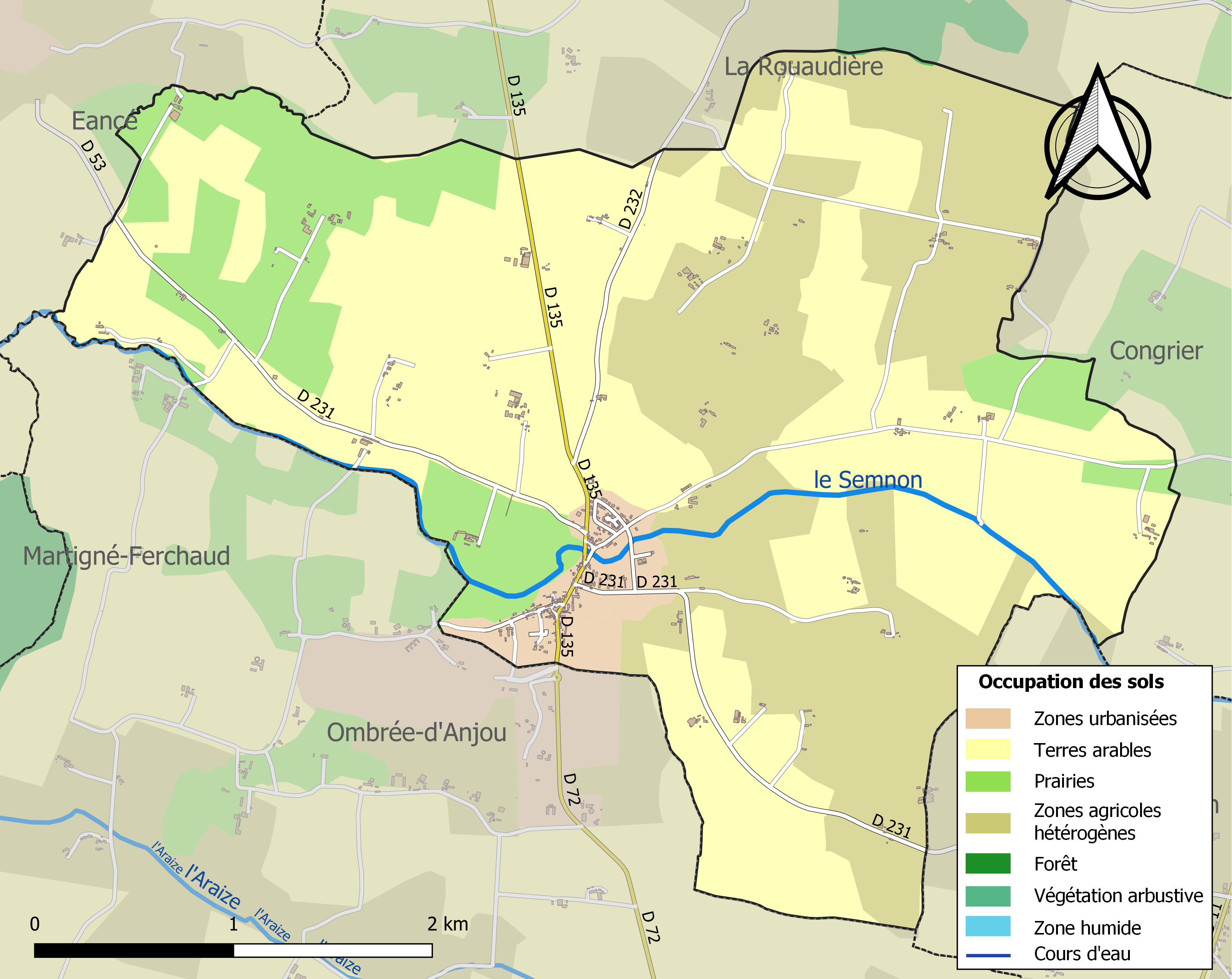
Carte des infrastructures et de l'occupation des sols de la commune en 2018 (CLC).

## Héraldique
| Armes de Senonnes | Les armes de la commune se blasonnent ainsi : D'argent au lion de sable cantonné de quatre merlettes du même, chargé en cœur d'un écusson d'argent à la fasce de gueules fleurdelisée de six pièces.[réf. nécessaire] Il s'agit des armes de la famille de La Motte-Baracé, marquis de Senonnes. |

## Histoire

### Antiquité
Une statuette de cuivre et une médaille romaine ont été trouvées dans les fondations de la nouvelle église.

### Moyen Âge
Durant les croisades, la famille de la Motte-Baracé acquit par alliance la seigneurie de Senonnes, qui devint vassale de celle de Pouancé.
Le château féodal était entouré d'un mur d'enceinte et de tours, une seule tour isolée existe encore.
L'église, dédiée à saint Pierre, était d'architecture romane, et en conserva quelques parties. Un écusson aux armes de son fondateur avait pour devise : Au plaisir Dieu, qui était la devise de Jeanne de Saint Aignan (actuellement Saint-Aignan-sur-Roë), dame de la Chevrie, qui possédait des biens à Senonnes. Le cimetière s'étendait tout autour de l'église.

### Ancien Régime
En 1562, la seigneurie de Pouancé passe aux mains de la famille de Cossé-Brissac, qui était de fervents catholiques opposés à Henri IV.
En 1592, Madame de Brissac envoie un dénommé Chanjus, capitaine et commandant du château de Pouancé, prêter hommage au roi à Angers. Dès lors, la seigneurie de Senonnes est rattachée au fief de la baronnie angevine de Craon, qui lui-même dépendait de la sénéchaussée principale d'Angers et du pays d'élection de Château-Gontier.
Philippe-Claude de la Motte-Baracé,, qui fut officier supérieur dans l'artillerie au temps de Louvois aux XVIIe et XVIIIe siècles, passa son enfance familiale au château de Senonnes et commença ses études sous la direction du curé de Senonnes, Jean de Guillot.

### Révolution française
Le 30 janvier 1791, le curé de Senonnes, René Houssin, s'opposa à la Constitution civile du clergé, prêta un serment franchement catholique et resta caché dans la paroisse et son voisinage. Échappant à plusieurs reprises aux Révolutionnaires, il rendit d'immenses services à la population. Il reprit ses fonctions après la Terreur.
Le maître-autel, construit en 1724, fut dévasté pendant la Révolution et rebâti en 1801 à partir de ce qu'il en restait.
En 1793, les deux derniers châtelains de Senonnes, François de La Motte-Baracé, marquis de Senonnes, et son épouse Suzanne Drouillard furent assassinés par le tribunal révolutionnaire. En 1818, son fils, le vicomte de Senonnes, fait transférer leurs corps en l'église de Senonnes, en un monument funéraire comprenant deux tombes artistiques en marbre avec médaillon en bronze.

## Politique et administration

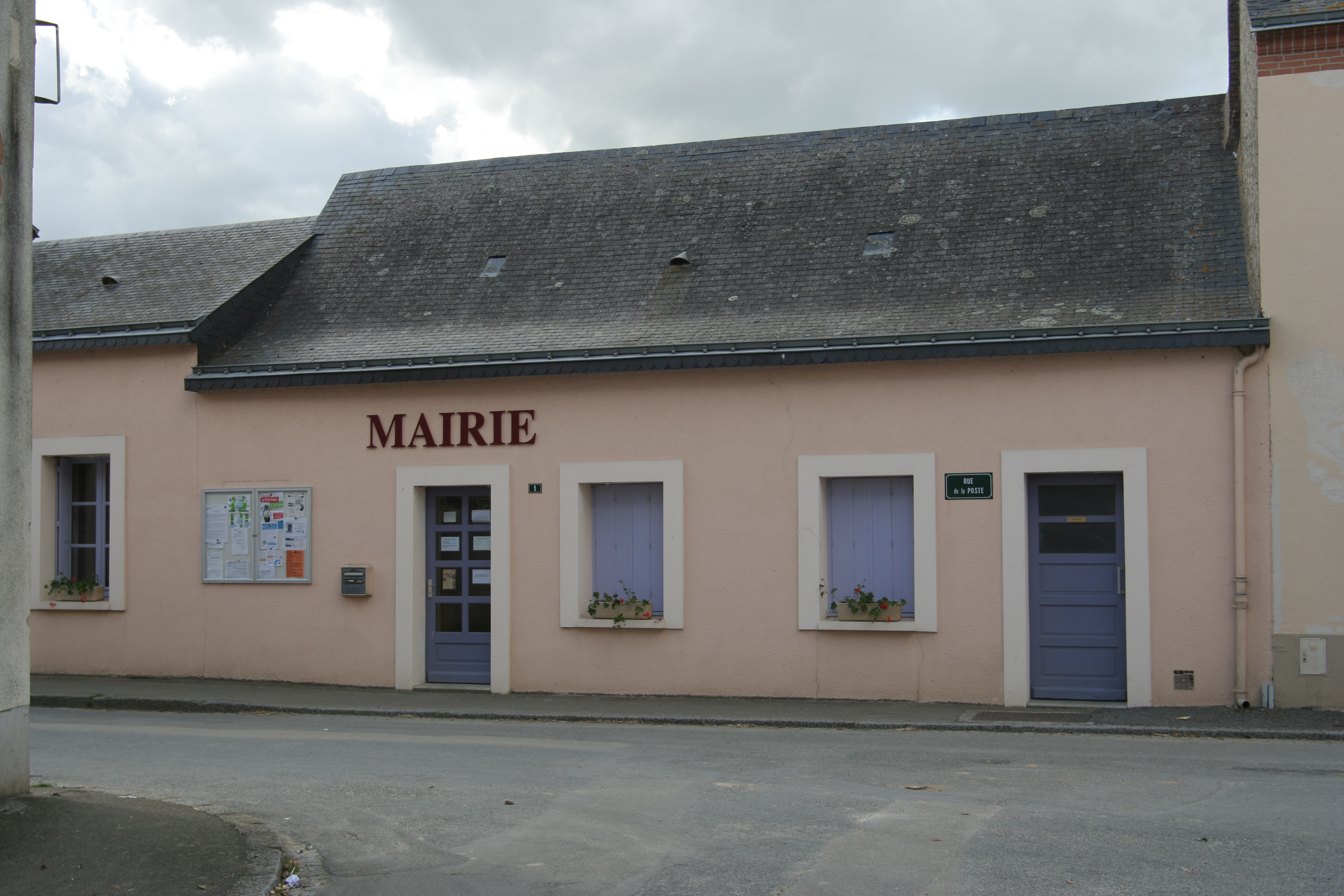
La mairie.

| Période                                  | Période   | Identité                                  | Étiquette | Qualité                         |
| ---------------------------------------- | --------- | ----------------------------------------- | --------- | ------------------------------- |
| < 1862                                   | 1881      | René Eugène Euphrasie Bouvet (1817-1882)  |           |                                 |
| 1881                                     | > 1905    | François Henri Maillard dit Henri (1848-) |           | Forgeron puis négociant en bois |
| (avant 2001)                             | mars 2008 | Paul Duchêne                              |           | Agriculteur                     |
| mars 2008                                | mars 2014 | Paulette Colas                            | SE        | Agricultrice retraitée          |
| mars 2014                                | En cours  | Béatrice Barbé                            | SE        | Retraitée                       |
| Les données manquantes sont à compléter. |           |                                           |           |                                 |

## Population et société

### Démographie

#### Évolution démographique
L'évolution du nombre d'habitants est connue à travers les recensements de la population effectués dans la commune depuis 1793. Pour les communes de moins de 10 000 habitants, une enquête de recensement portant sur toute la population est réalisée tous les cinq ans, les populations de référence des années intermédiaires étant quant à elles estimées par interpolation ou extrapolation. Pour la commune, le premier recensement exhaustif entrant dans le cadre du nouveau dispositif a été réalisé en 2007.
En 2022, la commune comptait 376 habitants, en évolution de +7,74 % par rapport à 2016 (Mayenne : −0,73 %, France hors Mayotte : +2,11 %).
Le maximum de la population a été atteint en 1851 avec 652 habitants.
| 1793 | 1800 | 1806 | 1821 | 1831 | 1836 | 1841 | 1846 | 1851 |
| ---- | ---- | ---- | ---- | ---- | ---- | ---- | ---- | ---- |
| 507  | 427  | 477  | 514  | 552  | 571  | 542  | 556  | 652  |

| 1856 | 1861 | 1866 | 1872 | 1876 | 1881 | 1886 | 1891 | 1896 |
| ---- | ---- | ---- | ---- | ---- | ---- | ---- | ---- | ---- |
| 632  | 640  | 597  | 610  | 623  | 621  | 595  | 617  | 584  |

| 1901 | 1906 | 1911 | 1921 | 1926 | 1931 | 1936 | 1946 | 1954 |
| ---- | ---- | ---- | ---- | ---- | ---- | ---- | ---- | ---- |
| 564  | 559  | 551  | 513  | 528  | 528  | 505  | 549  | 527  |

| 1962 | 1968 | 1975 | 1982 | 1990 | 1999 | 2006 | 2007 | 2012 |
| ---- | ---- | ---- | ---- | ---- | ---- | ---- | ---- | ---- |
| 474  | 442  | 371  | 345  | 331  | 325  | 360  | 365  | 334  |

| 2017 | 2022 | - | - | - | - | - | - | - |
| ---- | ---- | - | - | - | - | - | - | - |
| 357  | 376  | - | - | - | - | - | - | - |

#### Pyramide des âges
La population de la commune est relativement jeune.
En 2018, le taux de personnes d'un âge inférieur à 30 ans s'élève à 40,0 %, soit au-dessus de la moyenne départementale (34,5 %). À l'inverse, le taux de personnes d'âge supérieur à 60 ans est de 21,7 % la même année, alors qu'il est de 28,3 % au niveau départemental.
En 2018, la commune comptait 180 hommes pour 171 femmes, soit un taux de 51,28 % d'hommes, légèrement supérieur au taux départemental (49,29 %).
Les pyramides des âges de la commune et du département s'établissent comme suit.
| Hommes | Classe d’âge | Femmes |
| ------ | ------------ | ------ |
| 1,1    | 90 ou +      | 0,6    |
| 9,4    | 75-89 ans    | 8,7    |
| 12,6   | 60-74 ans    | 11,0   |
| 20,7   | 45-59 ans    | 21,3   |
| 16,3   | 30-44 ans    | 18,3   |
| 25,8   | 15-29 ans    | 21,9   |
| 14,0   | 0-14 ans     | 18,2   |

| Hommes | Classe d’âge | Femmes |
| ------ | ------------ | ------ |
| 1,1    | 90 ou +      | 2,5    |
| 8      | 75-89 ans    | 10,6   |
| 17,7   | 60-74 ans    | 18,4   |
| 20,3   | 45-59 ans    | 19,4   |
| 17,3   | 30-44 ans    | 16,6   |
| 16,9   | 15-29 ans    | 14,9   |
| 18,8   | 0-14 ans     | 17,6   |

## Lieux et monuments

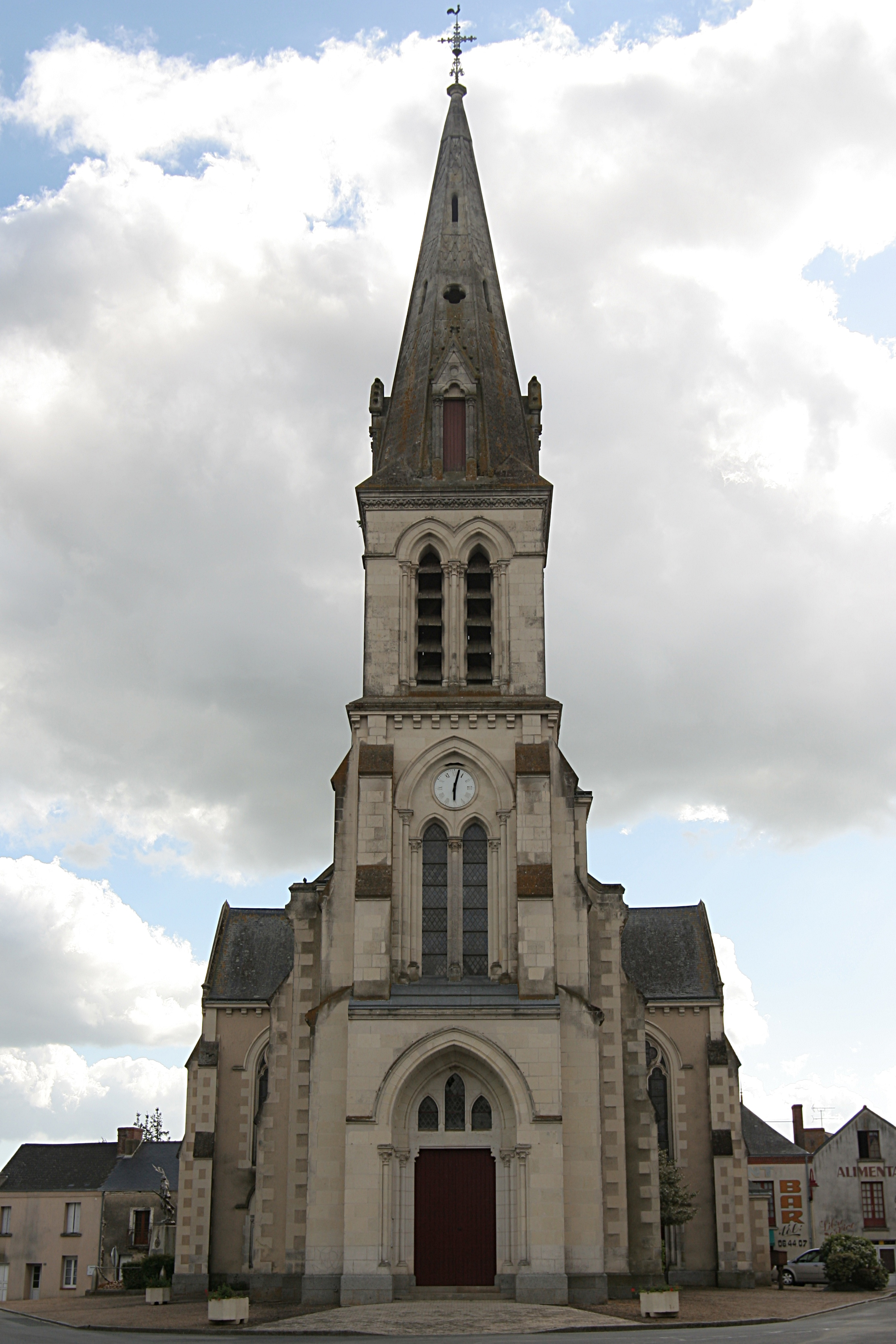
L'église paroissiale.
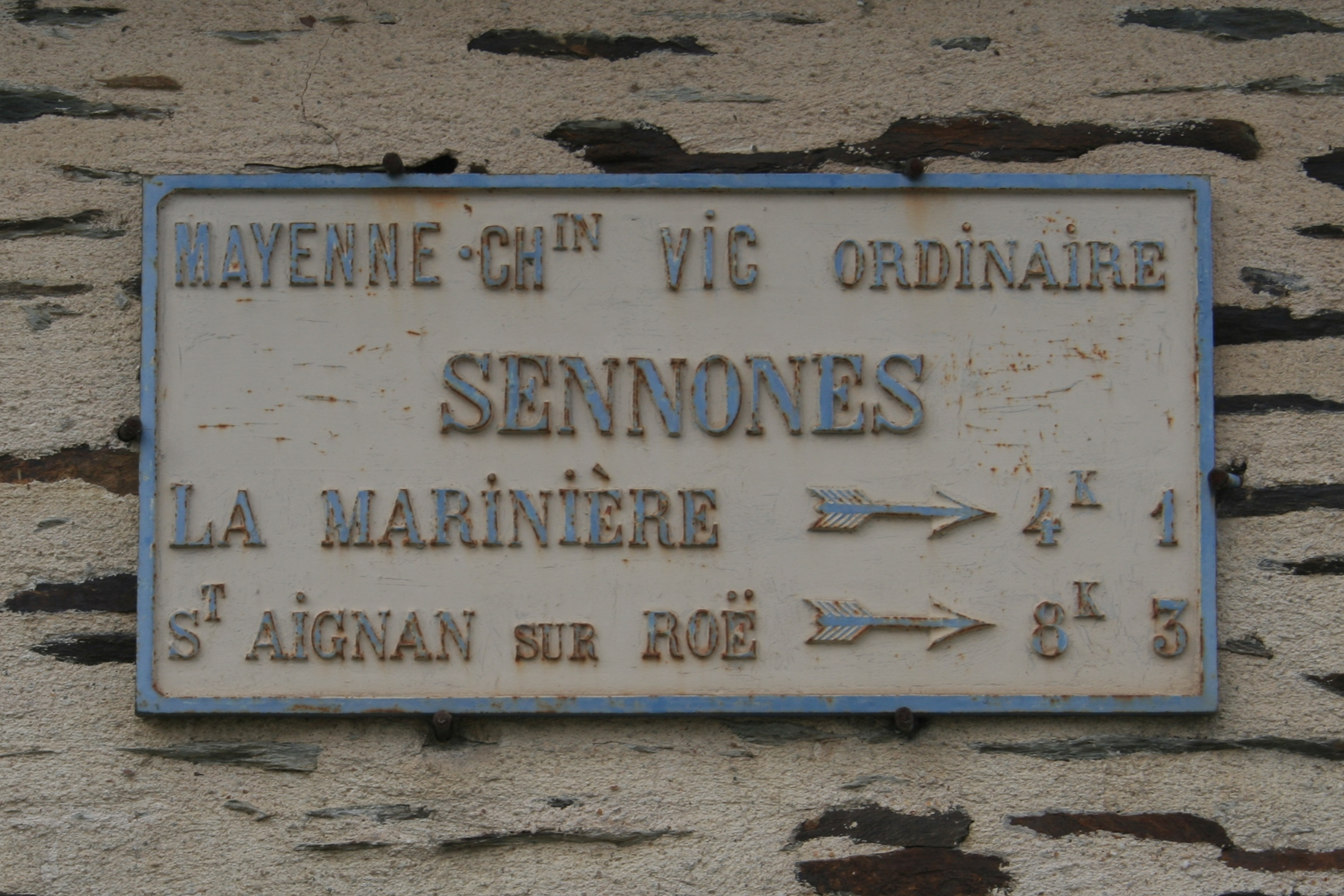
Plaque de cocher, rue du Semnon.
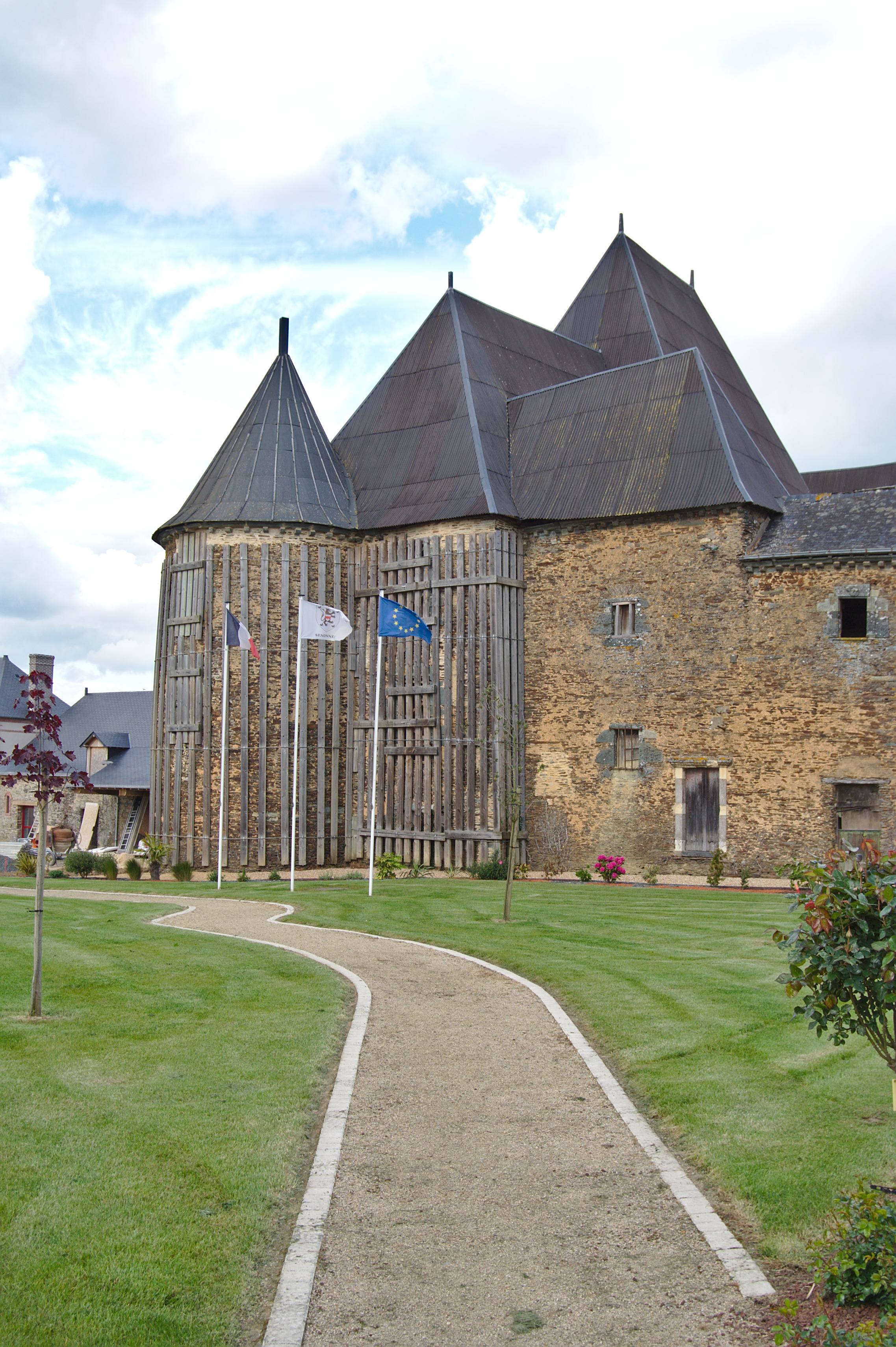
Le château.

## Personnalités liées à la commune
- Famille Le Poulchre.
- Famille de La Motte-Baracé.
  - Philippe-Claude de la Motte-Baracé, militaire (né en 1656).
  - François-Pierre-Louis de la Motte-Baracé de Senonnes, marquis de Senonnes, militaire du XVIIIe siècle.
  - Pierre-Vincent-Gatien de la Motte-Baracé de Senonnes, marquis de Senonnes, chef chouan en 1815.
  - Alexandre de La Motte-Baracé, vicomte de Senonnes, écrivain du XIXe siècle.